# Diplasterias meridionalis
Diplasterias meridionalis is een zeester uit de familie Asteriidae.
De wetenschappelijke naam van de soort werd in 1875 gepubliceerd door Edmond Perrier.